# 中阿卫视
中阿卫视（英語：Chinese Arabic Television）是总部位于迪拜的一家卫星电视台，由阿联酋国家媒体委员会批准颁发卫视牌照，并于2017年5月获得中国外交部新闻司批准，在中国设立常驻新闻机构“中阿卫视中国新闻中心”